# 2445 Blazhko
A 2445 Blazhko (ideiglenes jelöléssel 1935 TC) a Naprendszer kisbolygóövében található aszteroida. Pelageya Shajn fedezte fel 1935. október 3-án.